# ラウル・バエナ
ホセ・ラウル・バエナ・ウルディアレス（José Raúl Baena Urdiales、1989年3月2日 - ）は、スペイン・トロクス出身のサッカー選手。傑志体育会所属。ポジションはMF。

## 経歴
2007年からRCDエスパニョールのユースチームに所属し、2009年10月4日、ビジャレアルCF戦で途中出場しプロデビューを果たした。

## 所属クラブ
- RCDエスパニョールB 2007-2010
- RCDエスパニョール 2009-2013
- ラーヨ・バジェカーノ 2013-2017
- グラナダCF 2017-2019

→ メルボルン・ビクトリーFC 2018-2019 (loan)
- アトロミトスFC 2019-2020
- 傑志体育会 2020-